# Zołotnik
Zołotnik (ros. золотник) – rosyjska jednostka miary masy, związana historycznie z masą złatników.
1 zołotnik = 4,266 g = 1/48 griwienki (grzywny wagowej) = 1/96 funta = ⅓ łuta = 96 doli.